# بودهيا سينغ
بودهيا سينغ من مواليد 2002 هو صبي هندي ويعتبر أصغر عداء ماراثون في العالم وقد دخل كتاب ليمكا للأرقام القياسية في عام 2006.